# 阿瑟·韦尔
阿瑟·韦尔（英語：Arthur Wear，1880年3月1日—1918年11月6日），美国前男子网球运动员。他曾代表美国参加1904年夏季奥林匹克运动会网球比赛，获得男子双打铜牌。

## 家庭
哥哥约瑟夫·韦尔。